# Gałęzów (powiat chełmski)
Gałęzów – kolonia w Polsce położona w województwie lubelskim, w powiecie chełmskim, w gminie Żmudź.
W latach 1975–1998 miejscowość należała administracyjnie do województwa chełmskiego.
W 1943 Niemcy podczas łapanki na roboty przymusowe do Niemiec zamordowali 7 osób.
Według Narodowego Spisu Powszechnego z roku 2011 kolonia liczyła 3 mieszkańców i była najmniejszą co do liczby ludności miejscowością gminy.